# Один і два
«Один і два» (кит. трад.: 一 一; піньїнь: Yī Yī; дослівно «Один один») — тайванська драма режисера та сценариста Едварда Янга. Світова прем'єра фільму відбулася на 53-му Каннському кінофестивалі, де Янг отримав Приз за найкращу режисуру. 

## Критика
Стрічка отримала широке схвалення кінокритиків і вважається однією з найважливіших кінокартин XXI ст. На сайті Metacritic середній бал на основі 25 виключно позитивних рецензій становить 93 зі 100. Фільм посів восьме місце у списку 100 найвеличніших фільмів XXI ст. від BBC. «The Guardian» поставило стрічку на 26 позицію у своєму списку 100 найкращих фільмів XXI ст.

## Нагороди
| Рік  | Премія                                      | Категорія                                  | Номінант     | Результат |
| ---- | ------------------------------------------- | ------------------------------------------ | ------------ | --------- |
| 2000 | Каннський кінофестиваль                     | Золота пальмова гілка                      | «Один і два» | Номінація |
| 2000 | Каннський кінофестиваль                     | Приз за найкращу режисуру                  | Едвард Янг   | Перемога  |
| 2000 | Премія Спілки кінокритиків Бостона          | Найкращий фільм                            | «Один і два» | Номінація |
| 2000 | Премія Спілки кінокритиків Бостона          | Найкращий режисер                          | Едвард Янг   | Номінація |
| 2000 | Премія Спілки кінокритиків Бостона          | Найкращий іншомовний фільм                 | «Один і два» | Номінація |
| 2000 | Європейський кіноприз                       | Screen International Award                 | Едвард Янг   | Номінація |
| 2000 | Міжнародний кінофестиваль у Карлових Варах  | Netpac Award                               | Едвард Янг   | Перемога  |
| 2000 | Премія Асоціації кінокритиків Лос-Анджелеса | Найкращий іноземний фільм                  | «Один і два» | Перемога  |
| 2000 | Премія Нью-Йоркського кола кінокритиків     | Найкращий іншомовний фільм                 | «Один і два» | Перемога  |
| 2000 | Сараєвський кінофестиваль                   | Panorama Jury Prize                        | Едвард Янг   | Перемога  |
| 2000 | Міжнародний кінофестиваль у Вальядоліді     | Золотий колос                              | Едвард Янг   | Номінація |
| 2000 | Міжнародний кінофестиваль у Ванкувері       | Гуманітарна нагорода ім. шефа Дена Джорджа | Едвард Янг   | Перемога  |
| 2000 | Village Voice Film Poll                     | Найкращий фільм                            | «Один і два» | 2         |
| 2000 | Village Voice Film Poll                     | Найкращий режисер                          | Едвард Янг   | Перемога  |
| 2001 | Сезар                                       | Найкращий іноземний фільм                  | «Один і два» | Номінація |